# Cynthia (telenovela)
Cynthia é uma telenovela mexicana, produzida pela Televisa e exibida em 1968 pelo Telesistema Mexicano.

## Elenco
- Marga López
- Enrique Rambal
- Virginia Gutiérrez
- Héctor Godoy